# Wincenty Arnold

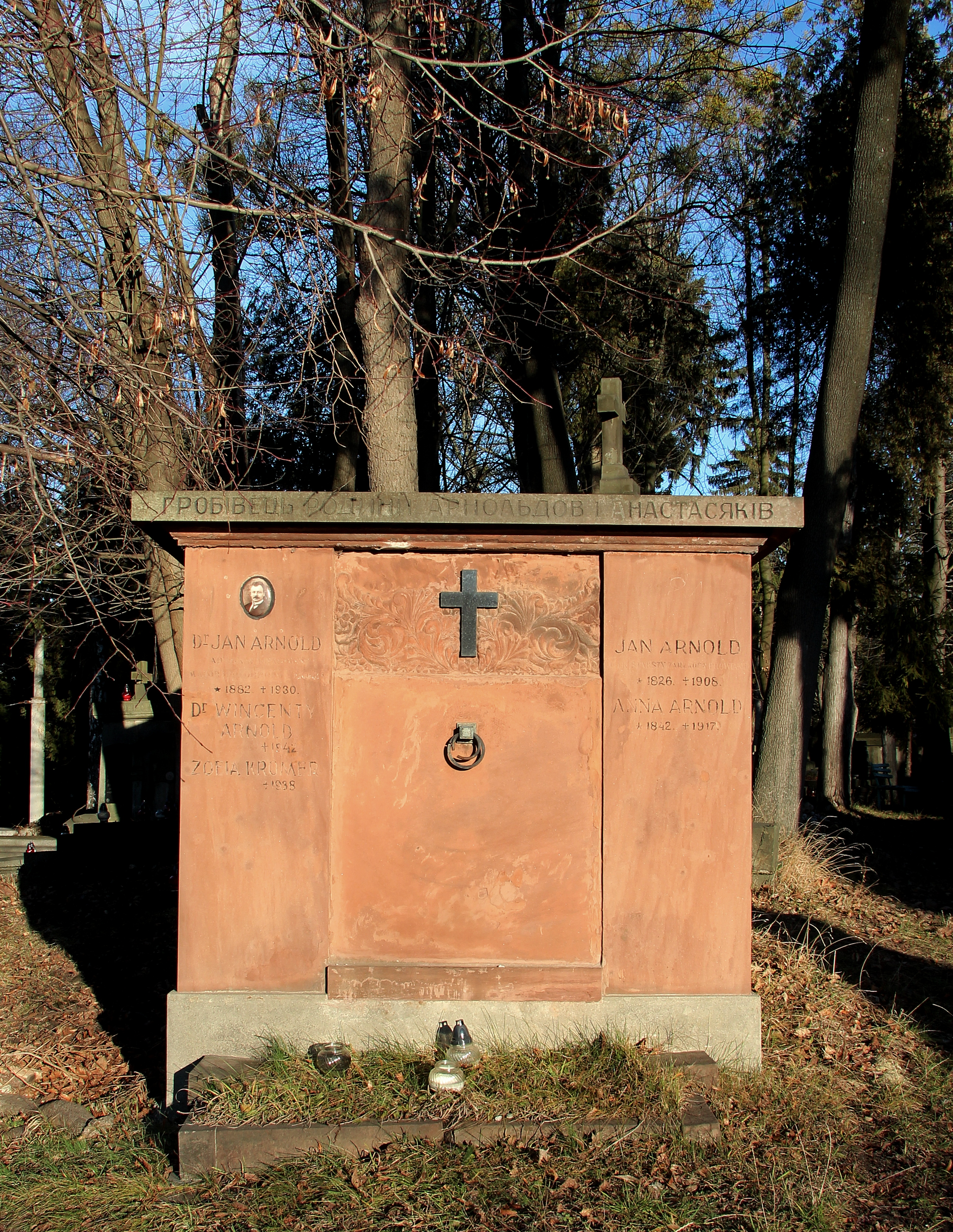
Grób Wincentego Arnolda

Wincenty Józef Arnold (ur. 5 grudnia 1864 w Ołomuńcu, zm. w 1942 we Lwowie) – polski biochemik.

## Życiorys
Ukończył studia na Uniwersytecie Lwowskim, kontynuował na Wydziale Lekarskim Uniwersytetu Jagiellońskiego i na Uniwersytecie w Lipsku. Po ukończeniu nauki zamieszkał we Lwowie, gdzie rozpoczął pracę w szpitalu powszechnym. W 1909 został prymariuszem oddziału chorób zakaźnych, pomiędzy 1906 a 1911 prowadził badania, na podstawie których ustalił, że za barwną reakcję białkową powstającą po zastosowaniu nitroprusydku sody odpowiada cysterna. Stwierdził, że siła tej reakcji zależy od liczby zdolnych do reagowania grup sulfhydrylowych. W 1926 przeszedł w stan spoczynku, od 1930 był członkiem korespondentem Polskiej Akademii Umiejętności.